# Please Please Me
Please Please Me – debiutancki album studyjny brytyjskiego zespołu rockowego The Beatles, wydany 22 marca 1963 w Wielkiej Brytanii. Płyta trafiła na rynek w pośpiechu, aby pomnożyć sukces singli „Please Please Me” i „Love Me Do”. Na płycie znalazło się czternaście utworów, w tym osiem napisanych przez duet Lennon/McCartney.

## Nagrywanie
Ponieważ płyta musiała zawierać czternaście utworów (normą dla dwunastocalowych winylowych popowych albumów w 1963 było siedem utworów na każdej stronie) dziesięć ścieżek musiało zostać dogranych do czterech utworów z pierwszych dwóch singli nagranych i wydanych wcześniej. W tym celu w poniedziałek 11 lutego 1963 roku o 10 rano w studiu przy Abbey Road Beatlesi i George Martin zaczęli coś, co w istocie było występem na żywo. Nagranie zakończyli po 9 godzinach i 45 minutach. W ciągu trzech sesji (każdej trwającej w przybliżeniu trzy godziny) stworzyli album oddający prawdziwego ducha zespołu grającego niegdyś w Cavern Club, chociaż później powstało kilka dubli i zmian. George Martin początkowo rozważał nagranie Please Please Me na żywo w Cavern, przed publicznością i odwiedził liverpoolski klub, żeby doświadczyć fenomenu Beatlemanii na własnej skórze. Ale ponieważ czas gonił, postanowił przenieść nagranie albumu do studia Abbey Road i nagrać go właściwie na żywo. Martin powiedział: „To było bezpośrednie odegranie ich scenicznego repertuaru – mniej więcej transmisja radiowa.”
Dzień skończył się nagraniem covera „Twist and Shout”, który zostawiono na sam koniec, ponieważ John Lennon złapał przeziębienie i Martin obawiał się, że nadwyrężający gardło wokal zniszczy jego głos. Ten występ, okrzyknięty mianem klasycznego, skłonił Martina do powiedzenia: „Nie wiem jak oni to robili. Nagrywaliśmy cały dzień, ale im dłużej to trwało, tym lepiej im szło.”
Piosenka „Hold Me Tight” została nagrana podczas sesji, ale ponieważ była „nadwyżką” nie znalazła się na płycie. „Hold Me Tight” została nagrana ponownie 12 września 1963, na albumie With The Beatles.
Cały dzień sesji nagraniowej kosztował około 400 funtów. George Martin powiedział: „To nie było dużo pieniędzy dla Parlophone. Sam pracowałem z rocznym budżetem 55 000 funtów.” Ta kwota jednakże musiała pokryć koszty wszystkich artystów na liście Martina.
W ramach kontraktu z Musicans’ Union każdy z Beatlesów otrzymał siedem funtów i dziesięć szylingów za każde trzy godziny sesji, które punktualnie zrobili. Martin rozważał nazwanie albumu Off The Beatle Track, zanim został wydany przez Parlophone jako Please Please Me.
Please Please Me została nagrana na dwuścieżkowym magnetofonie szpulowym, większość instrumentów na jednej ścieżce, wokal na drugiej, pozwalając na uzyskanie lepszej równowagi pomiędzy obiema na ostatecznej, półcalowej taśmie mono. Miks stereo został zrobiony później, z jedną ścieżką na lewym kanale, drugą na prawym i warstwą odbijającą dźwięk dla lepszego wymieszania dwóch ścieżek. To była zwyczajowa praktyka nagrywania na konsolach stereo, ale tworzyła dramatyczny efekt słuchana w słuchawkach.

## Okładka
George Martin, miłośnik londyńskiego zoo, sądził, że ustawienie Beatlesów na tle działu owadów może być dobrą reklamą dla ogrodu zoologicznego. Jednak londyńskie Stowarzyszenie Zoologiczne odrzuciło ofertę Martina i w zamian Angus McBean wysunął propozycję zrobienia fotografii w typowym kolorze, przedstawiającej grupę patrzącą w dół z balkonu w głównej siedzibie EMI w Londynie. Martin miał później napisać: „Zatrudniliśmy legendarnego fotografa Angusa McBeana i bingo, przyszedł i zrobił to tam i w ten sposób. To stało się niesamowicie szybko, jak muzyka. Później jednakże własna kreatywność Beatlesów wysunęła się naprzód.” W 1969 Beatlesi poprosili McBeana, żeby powtórzył to ujęcie dla (niezrealizowanego) projektu Get Back, co w 1973 roku zostało wykorzystane dla dwóch retrospektywnych albumów: The Beatles 1962–1966 i The Beatles 1967–1970.
Pierwsze wydanie płyty było jedynym albumem Beatlesów, który miał złoto-czarną etykietę Parlophone (złote napisy na czarnym tle). Wersja mono bardzo poszukiwana przez kolekcjonerów, wersja stereo nawet jeszcze bardziej. Następna etykieta Please Please Me była żółto-czarną etykietą Parlophone (czarną z żółtymi napisami). Późniejsze etykiety były zwykle czarne ze srebrnymi napisami i na każdej znajdowało się jedno lub dwa loga EMI.

## Wydanie
Please Please me została wydana jako płyta długogrająca (LP) przez Parlophone 22 marca 1963 roku i pozostała w sprzedaży aż do dziś.
Formaty wydania:
- Płyta winylowa 12” (stereo i mono)
- Magnetofon szpulowy (3-3/4-ips) (mono) (karton) [usunięte w późnych latach 60.]
- Magnetofon szpulowy (3-3/4-ips) (mono + stereo) (plastikowe opakowanie) [usunięte w połowie lat 70.]
- Taśma Stereo 8 (stereo) [usunięte pod koniec lat 70.]
- Kaseta magnetofonowa (stereo) [usunięte pod koniec lat 90.]
- Płyta kompaktowa (1987) (mono) [usunięte w 2009]
- Płyta kompaktowa (2009) (stereo oraz w limitowanej edycji – mono)

W USA większość utworów z Please Please Me wypuszczono na płycie wydawnictwa Vee-Jay Records, Introducing The Beatles w 1964, a następnie na The Early Beatles wydawnictwa Capitol Records w 1965. Co zaskakujące, sama Please Please Me nie została wydana w Stanach Zjednoczonych, dopóki katalog albumów Beatlesów nie został uporządkowany w późnych latach 80.
W Nowej Zelandii album pojawił się najpierw tylko w mono z czarną etykietą Parlophone. W 1964 roku etykietę zmieniono na niebieską, ale nadal była to wersja mono. Ze względu na stałe zainteresowanie płytą, wydano ją w końcu na stereo najpierw przez World Record Club, a następnie już z niebieską etykietą Parlophone.
Please Please Me została oficjalnie wydana na CD 26 lutego 1987 roku, razem z trzema innymi albumami Beatlesów (With the Beatles, A Hard Day’s Night i Beatles for Sale), wszystkie jedynie w wersji mono.
9 września 2009 album został zremasterowany i ponownie wydany na CD w stereo wraz z resztą oryginalnych studyjnych albumów The Beatles. To wydanie zastąpiło wydanie z 1987 roku. Wersja zremasterowana mono była dostępna w limitowanej edycji zestawu The Beatles in Mono.

## Odbiór
Jak na debiutancki album, Please Please Me spisał się bardzo dobrze – uzyskał uznanie wśród większości krytyków i magazynów muzycznych, a także odniósł sukces komercyjny.
Album Please Please Me dostał się na szczyt brytyjskiej listy przebojów w maju 1963 i został tam przez trzydzieści tygodni, zastąpiony drugim albumem Beatlesów – With The Beatles. To było spore zaskoczenie, ponieważ w tamtych czasach listy najchętniej kupowanych płyt były często zdominowane przez ściężki dźwiękowe z filmów.
Rolling Stone okrzyknął Beatlesów „samowystarczalnym rockowym zespołem, piszącym własne przeboje i grającym na swoich własnych instrumentach”. W 2003 roku magazyn umieścił album na trzydziestym dziewiątym miejscu w rankingu 500 najlepszych albumów wszech czasów. Była sklasyfikowana jako pierwsza spośród wczesnych płyt Beatlesów i szósta spośród wszystkich albumów Beatlesów. Wyprzedziły ją: Sgt. Pepper’s Lonely Hearts Club Band, Revolver, Rubber Soul, The Beatles (White Album) i Abbey Road.  Rolling Stone umieścił również dwie piosenki z albumu na liście Pięciuset Najlepszych Piosenek Wszech Czasów: #139 „I Saw Her Standing There” i #184 „Please Please Me”.
Cytując AllMusic: „dziesiątki lat po wypuszczeniu płyta ciągle brzmi świeżo”, covery są „imponujące”, a oryginalne nagrania „zadziwiające”.

## Lista utworów
Wszystkie utwory napisane przez Paula McCartneya i Johna Lennona, z wyjątkiem zaznaczonych. Znany podpis Lennon/McCartney pojawił się na drugim albumie With the Beatles.
Strona A
| 1. | „I Saw Her Standing There”            | 2:55  |
|    |                                       |       |
| 2. | „Misery”                              | 1:50  |
|    |                                       |       |
| 3. | „Anna (Go to Him)” (Arthur Alexander) | 2:57  |
|    |                                       |       |
| 4. | „Chains” (Gerry Goffin, Carole King)  | 2:26  |
|    |                                       |       |
| 5. | „Boys” (Luther Dixon, Wes Farrell)    | 2:27  |
|    |                                       |       |
| 6. | „Ask Me Why”                          | 2:27  |
|    |                                       |       |
| 7. | „Please Please Me”                    | 2:03  |
|    |                                       |       |
|    |                                       | 17:05 |
|    |                                       |       |
Strona B
| 1. | „Love Me Do”                                                  | 2:22  |
|    |                                                               |       |
| 2. | „P.S. I Love You”                                             | 2:05  |
|    |                                                               |       |
| 3. | „Baby It’s You” (Mack David, Barney Williams, Burt Bacharach) | 2:38  |
|    |                                                               |       |
| 4. | „Do You Want to Know a Secret”                                | 1:59  |
|    |                                                               |       |
| 5. | „A Taste of Honey” (Bobby Scott, Ric Marlow)                  | 2:05  |
|    |                                                               |       |
| 6. | „There’s a Place”                                             | 1:52  |
|    |                                                               |       |
| 7. | „Twist and Shout” (Phil Medley, Bert Russell)                 | 2:33  |
|    |                                                               |       |
|    |                                                               | 15:34 |
|    |                                                               |       |

## Twórcy
The Beatles
- John Lennon – gitara rytmiczna, gitara akustyczna, harmonijka, wokal, klaskanie
- Paul McCartney – gitara basowa, wokal, klaskanie
- George Harrison – gitara prowadząca, gitara akustyczna, wokal, klaskanie
- Ringo Starr – perkusja, tamburyn, marakasy, wokal, klaskanie

Dodatkowi muzycy i producenci
- George Martin – produkcja, miksowanie, dodatkowe aranżacje, pianino w „Misery”, czelesta w „Baby It's You”
- Norman Smith – inżynier dźwięku, miksowanie
- Andy White – perkusja w „Love Me Do” i „P.S. I Love You”